# خيسوس توريس (ملحن)
خيسوس توريس (بالإسبانية: Jesús Torres)‏ هو ملحن إسباني، ولد في 15 يوليو 1965 في سرقسطة في إسبانيا.

## وصلات خارجية
- الموقع الرسمي
- خيسوس توريس على موقع ميوزك برينز (الإنجليزية)